# 赤膀鸭
赤膀鴨（Mareca strepera），俗稱漈鳧，是一種廣泛分佈的鴨。牠們最初是由卡爾·林奈（Carolus Linnaeus）於1758年描述。

## 特徵

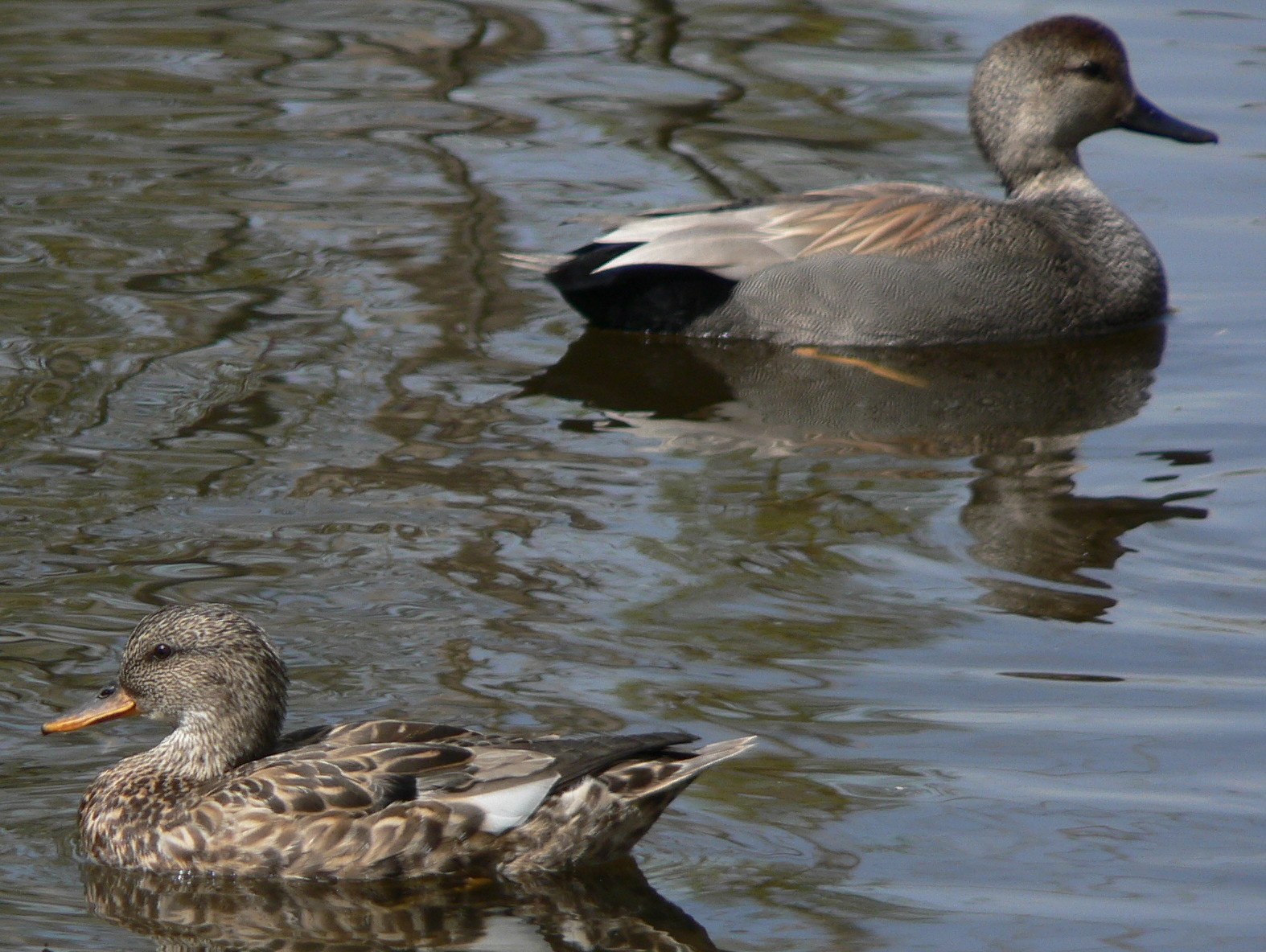
雄性及雌性赤膀鴨。

赤膀鴨長約46-56厘米，翼展78-90厘米。繁殖期的雄鴨呈灰色，形成一種圖案，尾巴黑色，翼斑毛呈白色。非繁殖期時的雄鴨則像雌鴨。
雌鴨呈淺褐色，像雌性綠頭鴨。不過牠們的喙邊呈深橙色，體型較為細小，而且沒有明顯的翼斑毛。

## 分佈
赤膀鴨在歐洲和亞洲北部及北美洲中部繁殖。分佈地擴展至北美洲東部。牠們是一種候鳥，遷往南方過冬。
赤膀鴨原在很少會在英國出現，但近年開始有增加的趨勢。估計是因牠們入侵當地，及在蘇格蘭等地繁殖。

## 行為及棲息地

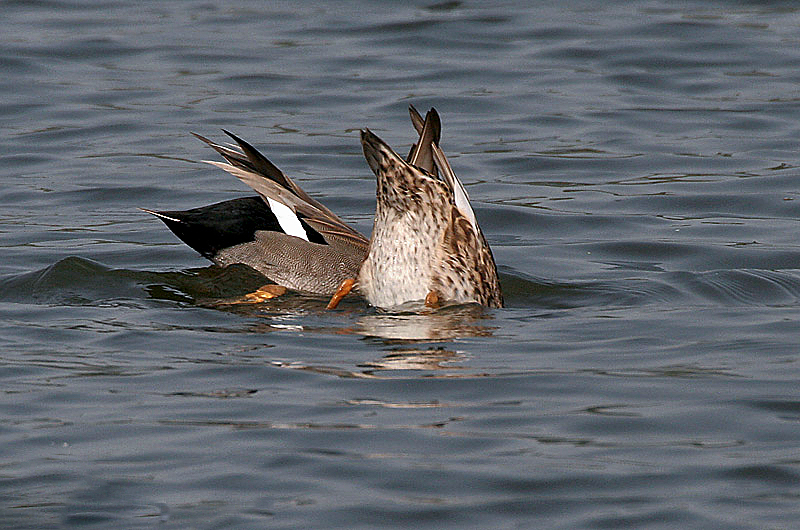
鑽入水中覓食的赤膀鴨。

赤膀鴨生活在開放的塘地，如大草原及沙地、潮濕的草原或沼澤。牠們會將頭潛入水中吃植物。牠們在地上築巢，有時甚至會遠離海邊。牠們並非如其他鑽水鴨般群居，傾向小群生活。牠們較為寂靜，雄鴨的叫聲沙啞，雌鴨會發出像綠頭鴨的嘎嘎聲。雛鴨最初是吃昆蟲的，成鴨在繁殖期則有時會吃軟體動物及昆蟲。牠們是《非洲-歐亞大陸遷徙水鳥保護協定》下受保護的物種之一。

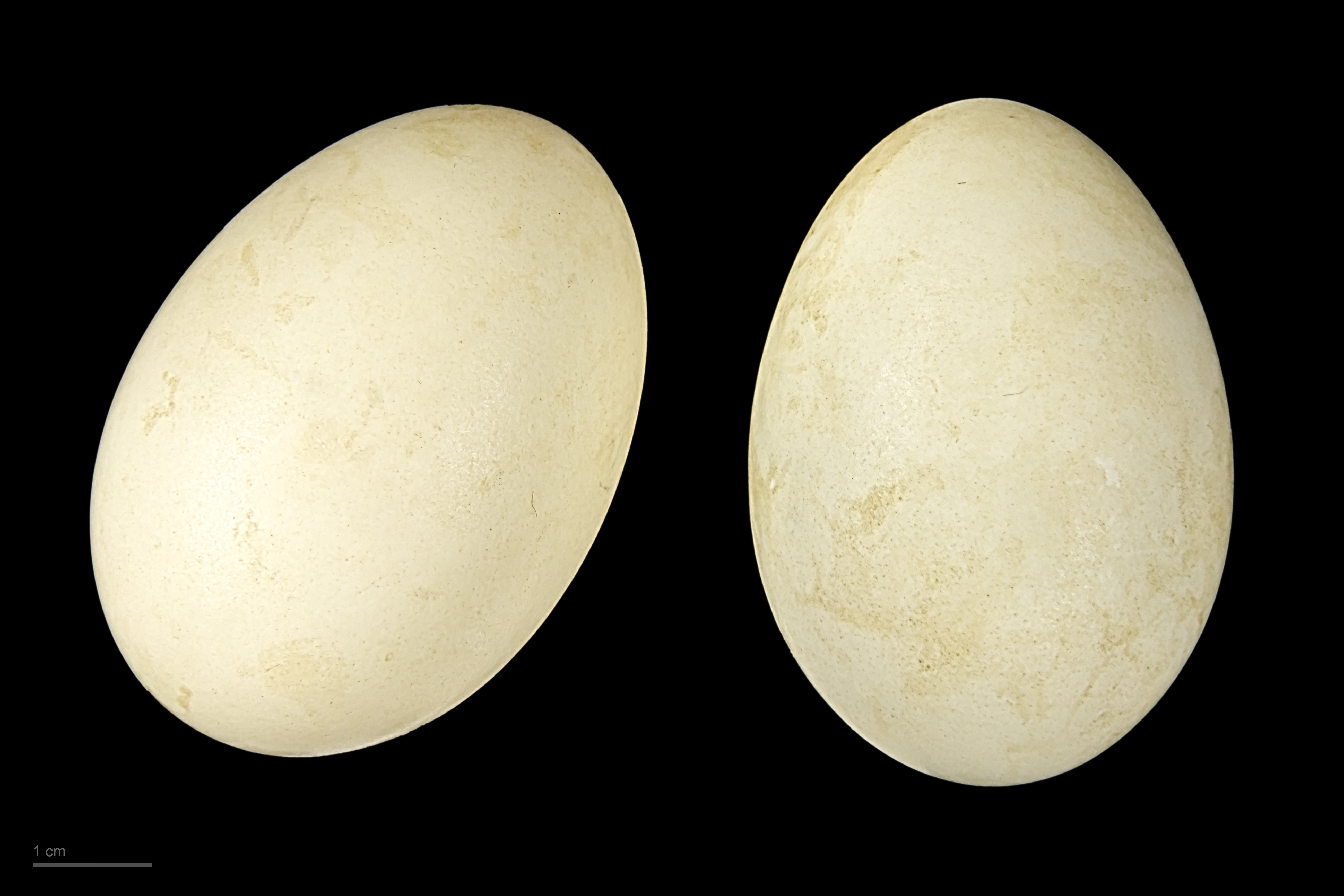
Mareca strepera

## 外部連結
- BirdLife Species Factsheet（页面存档备份，存于）
- RSPB A to Z of UK Birds Page（页面存档备份，存于）
- 赤膀鴨的圖片
- 赤膀鴨的圖片
- South Dakota Birds and Birding（页面存档备份，存于）
- Cornell Lab of Ornithology（页面存档备份，存于）
- USGS Patuxent Bird Identification InfoCenter
- Massachusetts Breeding Bird Atlas
- 赤膀鴨的影片